# Frederik Arentzen Aderman
Frederik Arentzen Aderman był awanturnikiem politycznym, działającym na początku XVIII w. W roku 1716 w Amsterdamie udawał agenta rzekomego landgrafa Linange. 